# Modele luki Chenery’ego
Modele luki Chenery’ego – modele opracowane przez Hollisa Chenery’ego.
Są to luki oszczędności i handlu.
W modelu zakłada się, że zagregowane oszczędności są funkcją dochodu narodowego, a wzrost produktu i zasobu kapitału oraz przeciętna skłonność do oszczędności są stałe. Teoria zakłada udzielenie bezzwrotnej pomocy finansowej.

## Przegląd
Zgodnie z tym modelem stopa wzrostu kapitału przekraczająca poziom oszczędności przez wiele lat doprowadzi kraj do wzrostu gospodarczego. Wypełnienie luki oszczędności jest możliwe dzięki bezpośrednim inwestycjom zagranicznym i pomocy finansowej np. dla krajów Trzeciego Świata.
W tym samym czasie występuje również różnica pomiędzy eksportem a importem (luka handlu zagranicznego), która powiększa się ze względu na to, że wzrost gospodarczy prowadzi do wzrostu importu, przy czym zakłada się, że jest on wyższy niż eksport. Żeby skompensować tę różnicę również potrzebne są zewnętrzne źródła finansowe.
Dla wzrostu niezbędne jest, by większa z tych luk została pokryta funduszami zagranicznymi.

## Krytyka
W latach 70. XX wieku część krajów rozwijających się uzyskiwała kredyty i pożyczki zagraniczne, m.in. dla sfinansowania luk oszczędności i handlu. Zaniedbano jednak kwestię analizy efektywności inwestycji, spłaty odsetek, co doprowadziło do powstania kryzysu zadłużeniowego w latach 80.